# 小行星12240
小行星12240（12240 Droste-Hülshoff）是一颗绕太阳运转的小行星，为主小行星带小行星。该小行星于1988年8月13日发现。

## 轨道参数
小行星12240的轨道半长轴为2.3479461 UA，离心率为0.22。